# Рідківська сільська рада (Новоселицький район)
Рі́дківська сільська́ ра́да — адміністративно-територіальна одиниця та орган місцевого самоврядування в Новоселицькому районі Чернівецької області. Адміністративний центр — село Рідківці.

## Загальні відомості
- Населення ради: 4 177 осіб (станом на 2001 рік)

## Населені пункти
Сільській раді підпорядковані населені пункти:
- с. Рідківці

## Склад ради
Рада складається з 24 депутатів та голови.
- Голова ради: Корнецький Василь Іванович
- Секретар ради: Адамович Людмила Миколаївна

### Керівний склад попередніх скликань
| Прізвище, ім'я, по батькові | Основні відомості                                                 | Дата обрання | Дата звільнення |
| --------------------------- | ----------------------------------------------------------------- | ------------ | --------------- |
| Корнецький Василь Іванович  | Сільський голова, 1956 року народження, освіта вища, безпартійний | 26.03.2006   | 31.10.2010      |
| Корнецький Василь Іванович  | Сільський голова, 1956 року народження, освіта вища, безпартійний | 31.10.2010   |                 |

Примітка: таблиця складена за даними сайту Верховної Ради України

### Депутати
За результатами місцевих виборів 2010 року депутатами ради стали:

#### За суб'єктами висування
| Суб'єкт висування                                   | Кількість обраних депутатів | %    |
| --------------------------------------------------- | --------------------------- | ---- |
| Самовисування                                       | 22                          | 91,7 |
| Політична партія Всеукраїнське об'єднання «Свобода» | 2                           | 8,3  |

#### За округами
| № округу                                            | Прізвище, ім'я, по батькові    | Дата визнання обраним | Освіта             | Партійна приналежність                        | Відомості про обраного депутата                      |
| --------------------------------------------------- | ------------------------------ | --------------------- | ------------------ | --------------------------------------------- | ---------------------------------------------------- |
| Політична партія Всеукраїнське об'єднання «Свобода» |                                |                       |                    |                                               |                                                      |
| 6                                                   | Скінтей Сергій Ілліч           | 02.11.2010            | середня            | член Всеукраїнського об'єднання «Свобода»     | тимчасово не працює                                  |
| 12                                                  | Бринзан Василь Іванович        | 02.11.2010            | вища               | член Всеукраїнського об'єднання «Свобода»     | МНС м. Чернівці, пожежник                            |
| Самовисування                                       |                                |                       |                    |                                               |                                                      |
| 1                                                   | Кіронда Василь Іванович        | 02.11.2010            | середня            | позапартійний                                 | АЗС, оператор                                        |
| 2                                                   | Морараш Олег Валерійович       | 02.11.2010            | вища               | позапартійний                                 | тимчасово не працює                                  |
| 3                                                   | Макаренко Тетяна Григорівна    | 02.11.2010            | середня            | позапартійна                                  | приватний підприємець                                |
| 4                                                   | Федорюк Евеліна Василівна      | 02.11.2010            | вища               | позапартійна                                  | Рідківська загальноосвітня школа, вчитель            |
| 5                                                   | Олійник Іван Іванович          | 02.11.2010            | середня            | позапартійний                                 | приватний підприємець                                |
| 7                                                   | Туркевич Микола Васильович     | 02.11.2010            | середня            | позапартійний                                 | приватний підприємець                                |
| 8                                                   | Вівчарюк Марія Григорівна      | 02.11.2010            | середня спеціальна | позапартійна                                  | Рідківська сільська лікарська амбулаторія, медсестра |
| 9                                                   | Тулик Микола Іванович          | 02.11.2010            | вища               | позапартійний                                 | «Євро-транс» м. Чернівці, таксист                    |
| 10                                                  | Губань Вячеслав Вікторович     | 02.11.2010            | середня спеціальна | позапартійний                                 | військова частина, командир                          |
| 11                                                  | Гросул Микола Володимирович    | 02.11.2010            | вища               | позапартійний                                 | АЗС, оператор                                        |
| 13                                                  | Цвик Іван Васильович           | 02.11.2010            | вища               | позапартійний                                 | ДПІ м. Чернівці, службовець                          |
| 14                                                  | Ціик Василь Ілліч              | 02.11.2010            | середня            | позапартійний                                 | АЗС, водій                                           |
| 15                                                  | Куриш Василь Дмитрович         | 02.11.2010            | середня спеціальна | позапартійний                                 | Рідківська загальноосвітня школа, оператор ГК        |
| 16                                                  | Тома Василь Васильович         | 02.11.2010            | середня спеціальна | позапартійний                                 | Рідківська сільська рада, землевпорядник             |
| 17                                                  | Ващук Василь Іванович          | 02.11.2010            | середня спеціальна | позапартійний                                 | ДНЗ № 1, охоронець                                   |
| 18                                                  | Пухальська Ганна Федорівна     | 02.11.2010            | середня спеціальна | член Всеукраїнського об'єднання «Батьківщина» | АЗС, бухгалтер                                       |
| 19                                                  | Адамович Людмила Миколаївна    | 02.11.2010            | вища               | позапартійна                                  | Рідківська сільська рада, секретар                   |
| 20                                                  | Сорочан Микола Васильович      | 02.11.2010            | середня спеціальна | позапартійний                                 | юрист                                                |
| 21                                                  | Вітюк Степан Дмитрович         | 02.11.2010            | вища               | позапартійний                                 | МВС України, старший дізнавач                        |
| 22                                                  | Кашул Олена Василівна          | 02.11.2010            | середня спеціальна | позапартійна                                  | Рідківська сільська лікарська амбулаторія, медсестра |
| 23                                                  | Пухальський Дмитро Миколайович | 02.11.2010            | середня спеціальна | позапартійний                                 | тимчасово не працює                                  |
| 24                                                  | Боднарюк Микола Іванович       | 02.11.2010            | середня            | позапартійний                                 | приватний підприємець                                |